# Перший досвід
«Перший досвід» (англ. Milf) — американський кінофільм режисера Скотта Вілера, що вийшов на екрани в 2010 році.

## Сюжет
Досить несподівано підліткам-школярам, які звикли тусуватися разом, вдається за незначний термін перетворитися з нікому не цікавих хлопців у найпопулярніших ловеласів школи. Секрет їхнього успіху відкрився їм раптово і кардинально змінив їхні життя. Тепер все буде не так, як раніше!

## Ролі
| Актор             | Роль |
| ----------------- | ---- |
| Джек Коллісон     | -    |
| Філіп Марлатт     | -    |
| Джозеф Брунька    | -    |
| Рамон Камачо      | -    |
| Емі Ліндсей       | -    |
| Моліни Грін       | -    |
| Ребекка Рейнольдс | -    |
| Сільвія Падж      | -    |
| Рейчел Райлі      | -    |
| Сільвія Пенекайон | -    |

## Знімальна група
- Режисер — Скотт Вілер
- Сценарист — Джонатан Хауг, Ерік Естенберг
- Продюсер — Девід Майкл Летт, Девід Рімаві, Пол Бейлс
- Композитор — Кріс Ріденауа